# Polilles
Polilles és un poble d'arrel industrial del terme comunal de Portvendres, a la comarca del Rosselló, de la Catalunya del Nord.
Està situat gairebé a la zona sud-est del terme comunal al qual pertany, a poc més de 2 quilòmetres en línia recta al sud-est de la vila de Portvendres.
El lloc és esmentat a finals del segle xiv com a Port de Valentíi al segle xvi se'l coneixia com a basses de Polilles, a causa de les basses formades a la llera al·luvial del Perdiguer, actualment anomenat Rec de Cosprons. El port encara serví a finals del segle xviii, atès que el General Dugommier hi va desembarcar el 1794 artilleria pesada destinada a l'atac de Cotlliure i Portvendres, caiguts en mans dels espanyols un any abans.
Es tracta d'una antiga fàbrica d'explosius per a ús civil, sobretot dinamita, de la Societat Nobel Bozel, instal·lat en aquest lloc el 1885 i que va arribar a donar feina a 150 persones. Els anys 60, del segle xx, va arribar a produir 5.000 tones anuals.
Les naus industrials i el petit poble, separats entre ells per les distàncies de seguretat d'una fàbrica d'aquesta mena, es troben entre el mar i la carretera i la via del ferrocarril.
Una mica més a llevant del poblet, ran de costa, hi ha encara un petit barri de Polilles, el Forat, al costat de la platja del Forat, i a llevant del Forat es troba el Cap d'Ullastrell, el massís del qual conté antigues instal·lacions militars de defensa (emplaçaments de bateries d'artilleria, sobretot).